# Star Channel (Grécia)
Star Channel, mais conhecido como Star, é um canal de televisão da Grécia que pertence ao grupo New Television S.A. Sua programação é formada por programas de entretenimento, reality shows, e filmes norte-americanos.

## História
No início da década de 1990, o grupo New Television recebeu a concessão de televisão do governo. Em 4 de dezembro de 1993, o Star Channel realizou sua primeira transmissão.
O canal é voltado ao público jovem, em contraste aos canais Mega e o ANT1, que possuem um perfil generalista. A emissora possui um contrato exclusivo com a Warner Bros para exibição de seu catálogo de filmes e séries.
Entre o seu catálogo de game shows, estão as versões nacionais de Wheel of Fortune e MasterChef.